# 圣日耳曼莱尔姆
圣日耳曼莱尔姆（法語：Saint-Germain-l'Herm，法語發音：[sɛ̃ ʒɛʁmɛ̃ lɛʁm]）是法国多姆山省的一个市镇，位于该省东南部，属于昂贝尔区。

## 地理
圣日耳曼莱尔姆（45°27'31"N, 3°32'29"E）面积36.68 平方千米，位于法国奥弗涅-罗讷-阿尔卑斯大区多姆山省，该省份为法国中南部省份，北起阿列省接壤，东临卢瓦尔省，南至上盧瓦爾省和康塔爾省，西接科雷兹省和克勒兹省。
与圣日耳曼莱尔姆接壤的市镇（或旧市镇、城区）包括：艾克斯拉法耶特、多洛尔河畔尚邦、法耶-罗奈、富尔诺勒、佩利耶尔、圣博内堡、圣博内勒沙斯泰勒、圣卡特琳、圣热内拉图雷特、勒韦尔内-沙梅阿讷。

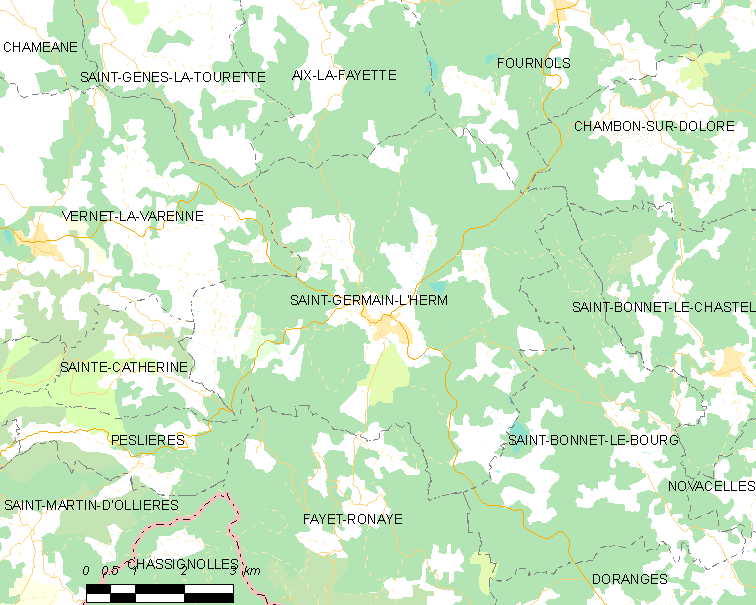
圣日耳曼莱尔姆的OSM定位图

圣日耳曼莱尔姆的时区为UTC+01:00、UTC+02:00（夏令时）。

## 行政
圣日耳曼莱尔姆的邮政编码为63630，INSEE市镇编码为63353。

## 政治
圣日耳曼莱尔姆所属的省级选区为利夫拉杜瓦山县。

## 人口

1962-2008年间圣日耳曼莱尔姆人口变化图示

圣日耳曼莱尔姆于2022年1月1日时的人口数量为488人。